# Mansion House (stanice metra v Londýně)
Mansion House je stanice londýnského metra, otevřená roku 1871. Nachází se na dvou linkách:
- District Line a Circle Line (mezi stanicemi Blackfriars a Cannon Street)

V roce 2014 zde nastoupilo a vystoupilo cca 6,20 cestujících.